# Courmes
Courmes är en kommun i departementet Alpes-Maritimes i regionen Provence-Alpes-Côte d'Azur i sydöstra Frankrike. Kommunen ligger  i kantonen Le Bar-sur-Loup som ligger i arrondissementet Grasse. År 2022 hade Courmes 108 invånare.

## Befolkningsutveckling
Antalet invånare i kommunen Courmes
Referens: INSEE